# Petre Marin
Petre Marin (Bucarest, 8 settembre 1973) è un ex calciatore rumeno, di ruolo difensore.

## Biografia
Anche suo figlio Răzvan è un calciatore.

## Palmarès

### Club

#### Competizioni nazionali
- Campionato rumeno: 2

Steaua Bucarest: 2004-2005, 2005-2006
- Supercoppa di Romania: 1

Steaua Bucarest: 2006